# 打木村治
打木 村治（うちき むらじ、1904年4月21日 - 1990年5月29日）は、日本の小説家・児童文学作家。本名、打木 保（うつぎ たもつ）。

## 経歴
大阪府に生まれ、父の病気により、母の実家があった埼玉県比企郡唐子村（現・東松山市）で育つ。早稲田大学政治経済学部卒。大蔵省勤務のおりに知り合った川端康成に才能を認められ、文学活動に入り『作家群』を主宰した。
その後、『文芸評論』への関りから1936年（昭和11年）にコム・アカデミー事件で検挙されるも、翌1937年（昭和12年）には『部落史』で芥川賞候補となった。昭和初期の不況を背景に資本主義下にあえぐ農村、都会の下層の人々を描き、農民文学作家の地位を築く。農民文学懇話会に参加した。戦後は『農民文学』を創刊、児童文学で活動した。
1957年（昭和32年）『夢のまのこと』で小学館児童文化賞、1972年（昭和47年）埼玉文化賞、『天の園』で芸術選奨文部大臣賞、1973年（昭和48年）同作でサンケイ児童出版文化賞受賞、1976年（昭和51年）児童文化功労者、1978年（昭和53年）『大地の園』で日本児童文芸家協会賞、1979年（昭和54年）勲四等瑞宝章。
1990年（平成2年）5月29日に死去。86歳没。
逝去後の2018年より、著作の『天の園』、『大地の園』をNHK連続テレビ小説の原作にする誘致運動が舞台地の入間市から起きている 。
また東松山市下唐子の唐子中央公園内には『天の園』の文学碑がある。

## 著書
- 『部落史』（砂子屋書房、新農民文学叢書） 1938
- 『支流を集めて』（新潮社、土の文学叢書） 1939
- 『光をつくる人々』（新潮社） 1939
- 『般若』（通文閣） 1940
- 『温き歴史』（昭和書房） 1940
- 『自然の祭』（春陽堂書店） 1941
- 『農村の姿と構想』（翼賛図書刊行会、村の調査報告） 1942
- 『春の門』（錦城出版社、新日本文芸叢書） 1942
- 『狐火と歩哨』（東洋社） 1943
- 『拓けゆく国土 満洲国義勇隊ものがたり』（増進堂、少国民選書） 1944
- 『酪農』（錦城出版社） 1944
- 『魔女としじゅうから』（ジープ社） 1950
- 『ゲーテ 永遠の巨星』（偕成社、偉人物語文庫） 1952
- 『生きている山脈』（中央公論社） 1953
のち偕成社文庫
- 『ミケランジェロ 文芸復興期の巨匠』（偕成社、偉人物語文庫） 1953
- 『希望のこのみち』（ポプラ社） 1955
- 『十六歳』（講談社） 1959
- 『みだれる季節』（朱雀社） 1959
- 『雲の階段』（講談社） 1963
- 『天の園』 第1部 - 第6部（実業之日本社） 1972
のち偕成社文庫
- 『花のトンネル』（講談社、てのひらの文学百選） 1977.9
- 『大地の園』 第1部 - 第4部（偕成社） 1978
のち偕成社文庫
- 『二宮金次郎 農と村に生きた尊徳』 (講談社、火の鳥伝記文庫) 1982.8
- 『打木村治作品集』（まつやま書房） 1987.7